# パーヴェル・ゼレノイ

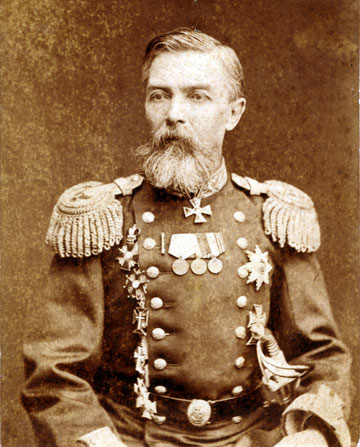
パーヴェル・ゼレノイ

パーヴェル・アレクセーエヴィチ・ゼレノイ（ロシア語: Павел Алексеевич Зеленой、Pavel Alexeevich Zelenoy、1833年-1909年）は、帝政ロシアの海軍軍人、提督。 
1882年タガンログ県知事（当時海軍少将）、1885年オデッサ県知事を歴任した。1902年海軍大将に昇進した。
夫人はナターリア・ミハイロヴナ・ヴェルホフスカヤ嬢（1842年-1901年）。